# Räpina kommun

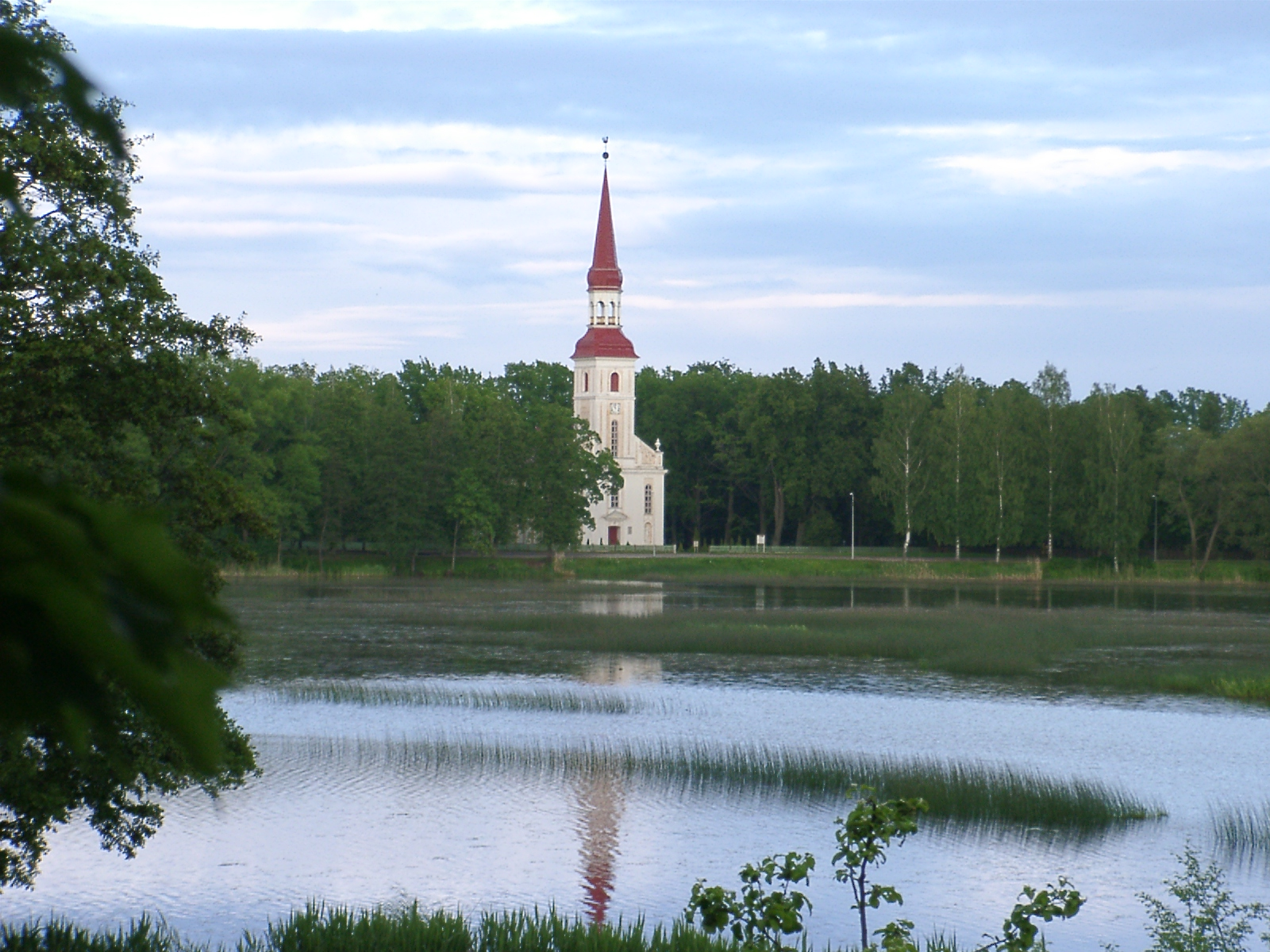
Räpina kyrka, 2003.

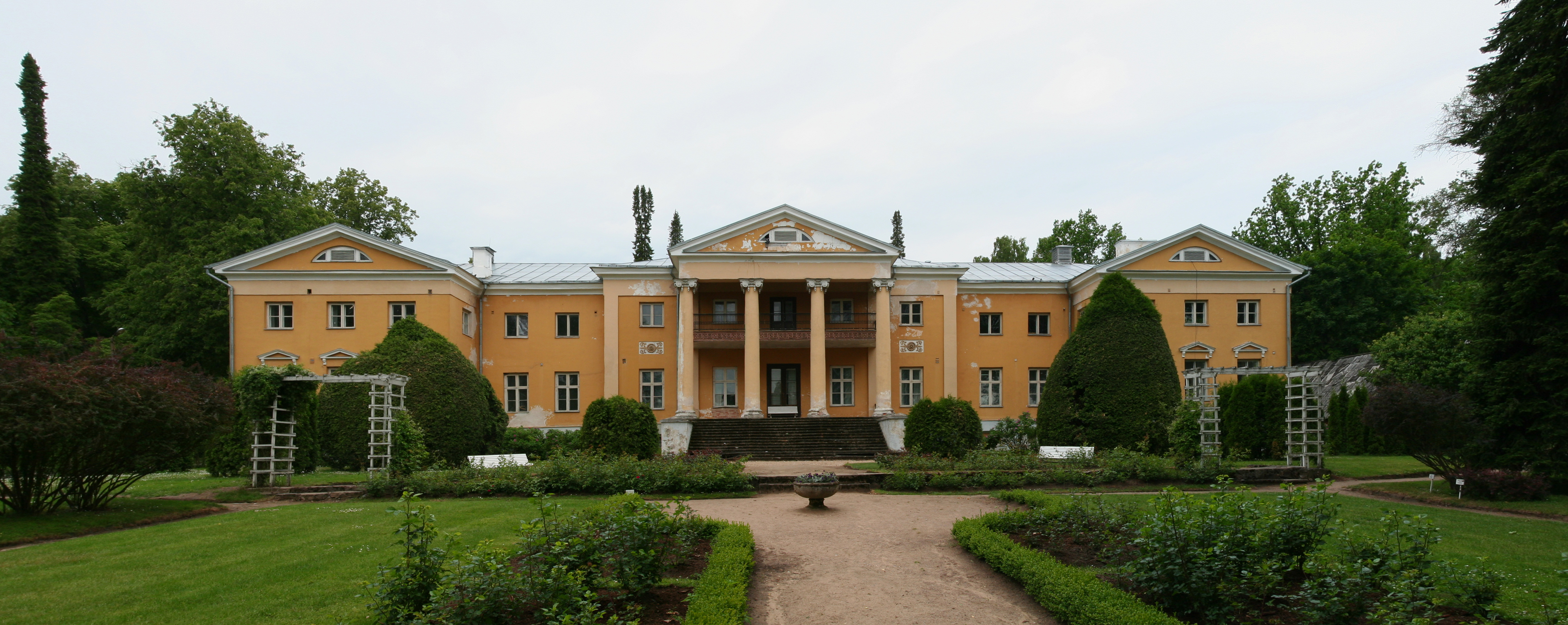
Räpina herrgård, 2008.

Räpina kommun (estniska: Räpina vald) är en kommun i landskapet Põlvamaa i sydöstra Estland. Kommunen ligger cirka 210 kilometer sydöst om huvudstaden Tallinn. Staden Räpina utgör kommunens centralort.
2002 uppgick Räpina stad i Räpina kommun.
Den 22 oktober 2017 uppgick Veriora kommun samt Meeksi kommun (förutom byarna Järvselja och Rõka) i Räpina kommun.

## Geografi
Terrängen i Räpina vald är platt.

### Klimat
Trakten ingår i den hemiboreala klimatzonen. Årsmedeltemperaturen i trakten är 6,5 °C. Den varmaste månaden är juli, då medeltemperaturen är 18,4 °C, och den kallaste är februari, med −4,5 °C.

## Orter
I Räpina kommun finns en stad, tre småköpingar samt 62 byar.

### Städer
- Räpina (centralort)

### Småköpingar
- Mehikoorma
- Veriora
- Võõpsu

### Byar
- Aravu
- Haavametsa
- Haavapää
- Himmiste
- Jaanikeste
- Jõepera
- Jõevaara
- Jõeveere
- Kassilaane
- Kikka
- Kirmsi
- Koolma
- Koolmajärve
- Kullamäe
- Kunksilla
- Kõnnu
- Köstrimäe
- Laho
- Leevaku
- Leevi
- Lihtensteini
- Linte
- Meeksi
- Meelva
- Meerapalu
- Mõtsavaara
- Mägiotsa
- Männisalu
- Naha
- Nohipalo
- Nulga
- Pahtpää
- Parapalu
- Pindi
- Pääsna
- Raadama
- Rahumäe
- Raigla
- Ristipalo
- Ruusa
- Saareküla
- Sarvemäe
- Sikakurmu
- Sillapää
- Soohara
- Suure-Veerksu
- Sülgoja
- Süvahavva
- Timo
- Toolama
- Tooste
- Tsirksi
- Vareste
- Verioramõisa
- Viira
- Viluste
- Vinso
- Võiardi
- Võika
- Võuküla
- Väike-Veerksu
- Vändra